# Eurocopa Femenina
El predecesor de la Eurocopa Femenina fue un torneo que se celebró en Italia en los años 1969 y 1979, donde se proclamaron campeonas las selecciones de Italia y Dinamarca respectivamente. Sin embargo este torneo no es considerado oficial ya que la primera edición del torneo auspiciado por la UEFA se disputó entre 1982 y 1984. Durante las tres primeras ediciones el torneo tomó el nombre de Competición Europea de Fútbol Femenino (del inglés: European Competition for Women's Football). Así esta competición no llevaba la firma de la UEFA ya que aún no participaban al menos la mitad de los miembros de la UEFA de ese momento, condición imprescindible para que esto se cumpliera. Sin embargo una década más tarde el torneo pasó a ser considerado oficial por la UEFA y denominado Competición Europea de Equipos Representativos Femeninos de la UEFA (del inglés: UEFA European Competition for Representative Women's Teams).
La selección más laureada de la competición es Alemania con un total de ocho títulos, seis de ellos consecutivos. Las otras selecciones que también lo han ganado son  Noruega e Inglaterra, dos veces cada una, mientras que Suecia y Países Bajos lo lograron una única vez. Entre 1987 y 1993 la fase final era disputada por 4 equipos, en 1997 el número de equipos aumentó a 8 y se introdujo la fase de grupos en ella, en la edición de 2009 el número de equipos pasó a 12, y por último en la edición de 2017 hubo un total de 16 equipos en la fase final. Las ediciones de 1984 y de 1995 no tuvieron fase final.
Para darle mayor protagonismo, la fase final de la edición de 2021 fue reprogramada para julio de 2022, después de que la Eurocopa masculina de 2020 se retrasara hasta el año siguiente a causa de la pandemia de COVID-19.

## Palmarés
| Edición                                |                                        | Resultado                              |                                        |                                        |                                        |                                        |
| Competición Europea de Fútbol Femenino | Competición Europea de Fútbol Femenino | Competición Europea de Fútbol Femenino | Competición Europea de Fútbol Femenino | Competición Europea de Fútbol Femenino | Competición Europea de Fútbol Femenino | Competición Europea de Fútbol Femenino |
| -------------------------------------- | -------------------------------------- | -------------------------------------- | -------------------------------------- | -------------------------------------- | -------------------------------------- | -------------------------------------- |
| 1984                                   | Suecia                                 | 1 - 0, 0 - 1 (4-3 pen.)                | Inglaterra                             | Dinamarca • Italia                     | Dinamarca • Italia                     | Dinamarca • Italia                     |
| 1987                                   | Noruega                                | 2 - 1                                  | Suecia                                 | Italia                                 | 2 - 1                                  | Inglaterra                             |
| 1989                                   | Alemania Federal                       | 4 - 1                                  | Noruega                                | Suecia                                 | 2 - 1                                  | Italia                                 |
| Campeonato Femenino de la UEFA         |                                        |                                        |                                        |                                        |                                        |                                        |
| 1991                                   | Alemania                               | 3 - 1 (pró.)                           | Noruega                                | Dinamarca                              | 2 - 1 (pró.)                           | Italia                                 |
| 1993                                   | Noruega                                | 1 - 0                                  | Italia                                 | Dinamarca                              | 3 - 1                                  | Alemania                               |
| 1995                                   | Alemania                               | 3 - 2                                  | Suecia                                 | Inglaterra • Noruega                   | Inglaterra • Noruega                   | Inglaterra • Noruega                   |
| 1997                                   | Alemania                               | 2 - 0                                  | Italia                                 | España • Suecia                        | España • Suecia                        | España • Suecia                        |
| 2001                                   | Alemania                               | 1 - 0 (g.o.)                           | Suecia                                 | Dinamarca • Noruega                    | Dinamarca • Noruega                    | Dinamarca • Noruega                    |
| 2005                                   | Alemania                               | 3 - 1                                  | Noruega                                | Finlandia • Suecia                     | Finlandia • Suecia                     | Finlandia • Suecia                     |
| Eurocopa Femenina                      |                                        |                                        |                                        |                                        |                                        |                                        |
| 2009                                   | Alemania                               | 6 - 2                                  | Inglaterra                             | Noruega • Países Bajos                 | Noruega • Países Bajos                 | Noruega • Países Bajos                 |
| 2013                                   | Alemania                               | 1 - 0                                  | Noruega                                | Dinamarca • Suecia                     | Dinamarca • Suecia                     | Dinamarca • Suecia                     |
| 2017                                   | Países Bajos                           | 4 - 2                                  | Dinamarca                              | Austria • Inglaterra                   | Austria • Inglaterra                   | Austria • Inglaterra                   |
| 2022                                   | Inglaterra                             | 2 - 1 (pró.)                           | Alemania                               | Francia • Suecia                       | Francia • Suecia                       | Francia • Suecia                       |
| 2025                                   | Inglaterra                             | 1 - 1 (3-1 pen.)                       | España                                 | Alemania • Italia                      | Alemania • Italia                      | Alemania • Italia                      |

## Medallero
|    | Equipo       | Títulos | Subtítulos | Años campeonatos                               | Años subcampeonatos    |
| -- | ------------ | ------- | ---------- | ---------------------------------------------- | ---------------------- |
| 1. | Alemania     | 8       | 1          | 1989, 1991, 1995, 1997, 2001, 2005, 2009, 2013 | 2022                   |
| 2. | Noruega      | 2       | 4          | 1987, 1993                                     | 1989, 1991, 2005, 2013 |
| 3. | Inglaterra   | 2       | 2          | 2022, 2025                                     | 1984, 2009             |
| 4. | Suecia       | 1       | 3          | 1984                                           | 1987, 1995, 2001       |
| 5. | Países Bajos | 1       |            | 2017                                           |                        |
| 6. | Italia       |         | 2          |                                                | 1993, 1997             |
| 7. | Dinamarca    |         | 1          |                                                | 2017                   |
| 8. | España       |         | 1          |                                                | 2025                   |

## Estadísticas

### Clasificación histórica
La siguiente tabla muestra los resultados históricos de las selecciones en la fase final de la competición. Para calcular los puntos se usa el formato actual de 3 puntos por victoria, 1 punto por empate y 0 puntos por derrota. El sistema de puntuación vigente de tres puntos por victoria fue establecido en el año 1994. En las ediciones de 1984 y 1995 se considera toda la fase de eliminación como fase final debido a que no hubo una fase final en una sede concreta. El equipo con más puntos como con más títulos es Alemania, con 114 y 8 respectivamente.
Actualizado tras la Eurocopa Femenina de 2025.[cita requerida]
|     | Equipo            | Part. | Puntos | PJ | PG | PE | PP | GF  | GC | Dif. | Títulos |
| --- | ----------------- | ----- | ------ | -- | -- | -- | -- | --- | -- | ---- | ------- |
| 1.  | Alemania          | 11    | 114    | 46 | 36 | 6  | 4  | 107 | 27 | +80  | 8       |
| 2.  | Suecia            | 11    | 72     | 42 | 22 | 6  | 14 | 72  | 47 | +25  | 1       |
| 3.  | Noruega           | 12    | 55     | 39 | 16 | 7  | 16 | 51  | 58 | −7   | 2       |
| 4.  | Inglaterra        | 9     | 54     | 34 | 17 | 3  | 14 | 62  | 53 | +9   | 2       |
| 5.  | Francia           | 7     | 41     | 26 | 11 | 8  | 7  | 39  | 34 | +5   |         |
| 6.  | Dinamarca         | 10    | 38     | 33 | 10 | 8  | 15 | 33  | 46 | −13  |         |
| 7.  | Países Bajos      | 4     | 33     | 18 | 10 | 3  | 5  | 27  | 15 | +12  | 1       |
| 8.  | Italia            | 12    | 31     | 35 | 8  | 7  | 20 | 38  | 63 | −25  |         |
| 9.  | España            | 4     | 18     | 16 | 5  | 3  | 8  | 16  | 19 | −3   |         |
| 10. | Austria           | 2     | 15     | 9  | 4  | 3  | 2  | 8   | 4  | +4   |         |
| 11. | Finlandia         | 4     | 12     | 14 | 3  | 3  | 8  | 12  | 27 | −15  |         |
| 12. | Bélgica           | 2     | 7      | 7  | 2  | 1  | 4  | 6   | 7  | −1   |         |
| 13. | Islandia          | 4     | 7      | 13 | 1  | 4  | 8  | 7   | 22 | −15  |         |
| 14. | Rusia             | 5     | 6      | 15 | 1  | 3  | 11 | 10  | 31 | −21  |         |
| 15. | Suiza             | 2     | 5      | 6  | 1  | 2  | 3  | 7   | 11 | −4   |         |
| 16. | Portugal          | 2     | 4      | 6  | 1  | 1  | 4  | 7   | 15 | −8   |         |
| 17. | Ucrania           | 1     | 3      | 3  | 1  | 0  | 2  | 2   | 4  | −2   |         |
| 18. | Polonia           | 0     | 3      | 3  | 1  | 0  | 2  | 3   | 7  | -4   |         |
| 19. | Escocia           | 1     | 3      | 3  | 1  | 0  | 2  | 2   | 8  | −6   |         |
| 20. | Irlanda del Norte | 1     | 0      | 3  | 0  | 0  | 3  | 1   | 11 | −10  |         |
| 21. | Gales             | 0     | 0      | 3  | 0  | 0  | 3  | 2   | 13 | -11  |         |

### Clasificación por torneo
| Selección         | 1984 | 1987 | 1989 | 1991 | 1993 | 1995 | 1997 | 2001 | 2005 | 2009 | 2013 | 2017 | 2022 | 2025 | 2029 | Part. |
| ----------------- | ---- | ---- | ---- | ---- | ---- | ---- | ---- | ---- | ---- | ---- | ---- | ---- | ---- | ---- | ---- | ----- |
| Alemania          |      |      | 1    | 1    | 4    | 1    | 1    | 1    | 1    | 1    | 1    | CF   | 2    | SF   |      | 12    |
| Austria           |      |      |      |      |      |      |      |      |      |      |      | SF   | CF   |      |      | 2     |
| Bélgica           |      |      |      |      |      |      |      |      |      |      |      | FG   | CF   | FG   |      | 3     |
| Dinamarca         | SF   |      |      | 3    | 3    |      | FG   | SF   | FG   | FG   | SF   | 2    | FG   | FG   |      | 11    |
| Escocia           |      |      |      |      |      |      |      |      |      |      |      | FG   |      |      |      | 1     |
| España            |      |      |      |      |      |      | SF   |      |      |      | CF   | CF   | CF   | 2    |      | 5     |
| Finlandia         |      |      |      |      |      |      |      |      | SF   | CF   | FG   |      | FG   | FG   |      | 5     |
| Francia           |      |      |      |      |      |      | FG   | FG   | FG   | CF   | CF   | CF   | SF   | CF   |      | 8     |
| Gales             |      |      |      |      |      |      |      |      |      |      |      |      |      | FG   |      | 1     |
| Inglaterra        | 2    | 4    |      |      |      | SF   |      | FG   | FG   | 2    | FG   | SF   | 1    | 1    |      | 10    |
| Islandia          |      |      |      |      |      |      |      |      |      | FG   | CF   | FG   | FG   | FG   |      | 5     |
| Italia            | SF   | 3    | 4    | 4    | 2    | •    | 2    | FG   | FG   | CF   | CF   | FG   | FG   | SF   |      | 13    |
| Irlanda del Norte |      |      |      |      |      |      |      |      |      |      |      |      | FG   |      |      | 1     |
| Noruega           |      | 1    | 2    | 2    | 1    | SF   | FG   | SF   | 2    | SF   | 2    | FG   | FG   | CF   |      | 13    |
| Países Bajos      |      |      |      |      |      |      |      |      |      | SF   | FG   | 1    | CF   | FG   |      | 5     |
| Polonia           |      |      |      |      |      |      |      |      |      |      |      |      |      | FG   |      | 1     |
| Portugal          |      |      |      |      |      |      |      |      |      |      |      | FG   | FG   | FG   |      | 3     |
| Rusia             |      |      |      |      |      |      | FG   | FG   |      | FG   | FG   | FG   |      |      |      | 5     |
| Suecia            | 1    | 2    | 3    |      |      | 2    | SF   | 2    | SF   | CF   | SF   | CF   | SF   | CF   |      | 12    |
| Suiza             |      |      |      |      |      |      |      |      |      |      |      | FG   | FG   | CF   |      | 3     |
| Ucrania           |      |      |      |      |      |      |      |      |      | FG   |      |      |      |      |      | 1     |

| 1 | Campeón | 2 | Subcampeón | 3 | Tercer lugar | 4 | Cuarto lugar | SF | Semifinales | CF | Cuartos de final | FG | Fase de grupos |

## Premios

### Mejor jugadora del torneo
| Año  | Jugadora        |
| 1984 | Pia Sundhage    |
| 1987 | Heidi Støre     |
| 1989 | Doris Fitschen  |
| 1991 | Silvia Neid     |
| 1993 | Hege Riise      |
| 1995 | Birgit Prinz    |
| 1997 | Carolina Morace |
| 2001 | Hanna Ljungberg |
| 2005 | Anne Mäkinen    |
| 2009 | Inka Grings     |
| 2013 | Nadine Angerer  |
| 2017 | Lieke Martens   |
| 2022 | Beth Mead       |
| 2025 | Aitana Bonmatí  |

### Goleadoras por edición
| Año     | Jugadora                                            | Goles |
| 1984    | Pia Sundhage                                        | 4     |
| 1987    | Trude Stendal                                       | 3     |
| 1989    | Ursula Lohn Sissel Grude                            | 2     |
| 1991    | Heidi Mohr                                          | 4     |
| 1993    | Susan Mackensie                                     | 2     |
| 1995    | Lena Videkull                                       | 3     |
| 1997    | Angélique Roujas Carolina Morace Marianne Pettersen | 4     |
| 2001    | Claudia Müller Sandra Smisek                        | 3     |
| 2005    | Inka Grings                                         | 4     |
| 2009    | Inka Grings                                         | 6     |
| 2013    | Lotta Schelin                                       | 5     |
| 2017    | Jodie Taylor                                        | 5     |
| 2022    | Beth Mead Alexandra Popp                            | 6     |
| 2025    | Esther González                                     | 4     |
| Fuente: |                                                     |       |

### Goleadoras históricas
|     | Jugadora            | Total |
| 1.  | Inka Grings         | 10    |
| 1.  | Birgit Prinz        | 10    |
| 3.  | Carolina Morace     | 8     |
| 3.  | Heidi Mohr          | 8     |
| 3.  | Lotta Schelin       | 8     |
| 6.  | Beth Mead           | 7     |
| 7.  | Hanna Ljungberg     | 6     |
| 7.  | Alexandra Popp      | 6     |
| 7.  | Alessia Russo       | 6     |
| 10. | Melania Gabbiadini  | 5     |
| 10. | Solveig Gulbrandsen | 5     |
| 10. | Maren Meinert       | 5     |
| 10. | Patrizia Panico     | 5     |
| 10. | Pia Sundhage        | 5     |
| 10. | Jodie Taylor        | 5     |
| 10. | Lena Videkull       | 5     |
| 10. | Bettina Wiegmann    | 5     |
| 10. | Esther González     | 5     |

### Entrenadoras campeonas
| Edición | Campeón          | Entrenadora    |
| 1984    | Suecia           | Ulf Lyfors     |
| 1987    | Noruega          | Erling Hokstad |
| 1989    | Alemania Federal | Gero Bisanz    |
| 1991    | Alemania         | Gero Bisanz    |
| 1993    | Noruega          | Even Pellerud  |
| 1995    | Alemania         | Gero Bisanz    |
| 1997    | Alemania         | Tina Theune    |
| 2001    | Alemania         | Tina Theune    |
| 2005    | Alemania         | Tina Theune    |
| 2009    | Alemania         | Silvia Neid    |
| 2013    | Alemania         | Silvia Neid    |
| 2017    | Países Bajos     | Sarina Wiegman |
| 2022    | Inglaterra       | Sarina Wiegman |
| 2025    | Inglaterra       | Sarina Wiegman |